# Calophya meliorata
Calophya meliorata är en insektsart som beskrevs av Yang 1984. Calophya meliorata ingår i släktet Calophya och familjen Calophyidae. Inga underarter finns listade i Catalogue of Life.